# 楊德智

杨德智（1941年12月25日—2019年1月26日），籍贯福建林森，生於台灣宜蘭，中華民國陸軍軍官學校第33期裝甲兵科毕业，中華民國陸軍二級上將，曾任第十九任陸軍軍官學校校长、國防部參謀本部副參謀總長、國防部聯合勤務總司令部總司令、行政院退除役官兵輔導委員會主任委員。

## 外部連結
| 前任： 胡家麒 | 中華民國陸軍軍官學校校長 1991年7月1日－1993年8月31日 | 繼任： 馬登鶴 |

| 前任： 丁之發 | 聯勤總司令 1998年4月1日－2000年5月19日 | 繼任： 謝建東 |

| 前任： 李楨林 | 行政院國軍退除役官兵輔導委員會主任委員 2000年5月20日－2003年2月5日 | 繼任： 鄧祖琳 |